# Bardzruni
Bardzruni (in armeno Բարձրունի?) è un comune di 437 abitanti (2001) della Provincia di Vayots Dzor in Armenia.